# Selmeczi Gabriella
Selmeczi Gabriella (Budapest, 1965. június 21. –) magyar politikus, fideszes országgyűlési képviselő, a második Orbán-kormány nyugdíjvédelmi miniszterelnöki megbízottja, a Fidesz szóvivője.

## Életpályája
1983-ban érettségizett, majd két évig szülei vállalkozásában dolgozott. 1989-ben a Kereskedelmi és Vendéglátóipari Főiskola üzemgazdász szakán szerzett diplomát. 1990-1991-ben az esztergomi Vitéz János Tanítóképző Főiskolán újságírói képesítést szerzett, emellett a Budaörsi Városi Televíziónál dolgozott szerkesztő-riporterként. 1991-től 1994-ig az Intereska Kereskedelmi Kft. ügyvezetője. 1994-től a Fidesz országgyűlési képviselője. 2005-ben képviselői munkája mellett szerzett jogászdoktori oklevelet a Pázmány Péter Katolikus Egyetem. A Közigazgatási és Igazságügyi Minisztériumban tett jogi szakvizsgát 2010-ben.

## Politikai szerepvállalás
1990-ben alapította meg a Fidesz budaörsi csoportját, majd az 1990. évi önkormányzati választásokon a budaörsi képviselő-testület tagja lett. 1991-ben a Fidesz önkormányzati tanácsadó testületének, majd az önkormányzati kabinetnek a tagja. 1992-től 1994-ig a Fidesz Országos Választmányának a tagja, 1993 – 1994-ben a párt alelnöke. 1993-tól 2003-ig a párt Pest megyei elnöke, 2003 őszétől regionális elnöki megbízott.
1994-1998-as országgyűlési ciklus
Az 1994. évi országgyűlési választásokon a Fidesz Pest megyei területi listájáról szerzett mandátumot. A ciklusban az Országgyűlés Önkormányzati és rendészeti, valamint a Szociális és egészségügyi állandó bizottságában dolgozott; előbbiben a rendészeti albizottság alelnöke, utóbbiban az ellenőrzési albizottság tagja volt. Részt vett az Egészségbiztosítási Önkormányzat és az Országos Egészségbiztosítási Pénztár gazdálkodását vizsgáló ideiglenes bizottság munkájában is. Jogszabályban kezdeményezte a veszélyes ebek – elsősorban a pitbullterrierek – behozatalának, tartásának és tenyésztésének, valamint az állatviadalok szigorúbb szabályozását. A jogszabály elfogadása mérföldkő volt a rendszerváltoztatás és az újkori magyar parlamenti demokrácia történetében. Először fordult elő, hogy az Országgyűlés ellenzéki képviselő által kidolgozott és benyújtott, átfogó jogszabálytervezetet fogadott el.
1998-1999-ben a Miniszterelnöki Hivatal társadalom-biztosítási alapokért felelős politikai államtitkára volt. Erről a posztjáról távozni kényszerült az úgynevezett Lockheed-botrány miatt (képviselőtársaival azért lobbiztak két amerikai szenátornál, hogy az Egyesült Államok új budapesti nagykövete Steven M. Jones, a Lockheed Martin fegyvergyár egyik pénzügyi vezetője legyen).
1998-2002-es országgyűlési ciklus
Az 1998-as országgyűlési választásokon Pest megye 9. számú választókörzetében egyéni mandátumot szerzett a Fidesz színeiben. Orbán Viktor első kormányában 1998-1999 között a Miniszterelnöki Hivatal társadalombiztosítási alapokért felelős politikai államtitkára volt. 1999 októberétől az Országgyűlés Egészségügyi és szociális bizottságának alelnöke volt, és a Deják-projekt helyzetét vizsgáló albizottság elnöke. 2000-től 2002-ig a Fidesz frakcióvezető-helyettese.
A ciklusban – egyebek mellett – kezdeményezte a családok támogatásáról szóló törvény módosítását, hogy a nagyszülők is igénybe tudják venni a gyermekgondozási segélyt, röviden a gyest. 
2002-2006-os országgyűlési ciklus
A 2002-ben megtartott országgyűlési választásokon a Pest megyei listán szerzett mandátumot. 2002-2006. között a Fidesz frakcióvezető-helyettese volt. Az Egészségügyi bizottság alelnökeként és a „Parlagfűmentes Magyarországért” eseti bizottság alelnökeként dolgozott. 2006. februártól az országgyűlési választásokig a Fidesz szóvivője.
Kezdeményezte a parlagfű elleni védekezésről szóló jogszabály megalkotását. E törvény célja az volt, hogy az emberi egészség védelme érdekében a parlagfű elleni hatékony védekezést előmozdítsa, a parlagfű elleni védekezés során az állam, az önkormányzatok és civil szervezetek együttműködését elősegítse. (Az akkori MSZP-SZDSZ kormánytöbbség a javaslatot elutasította.) 
Több esetben felszólalt a gyógyszerek árának csökkentése érdekében is. A ciklusban ugyanis a gyógyszerárak folyamatosan az inflációt meghaladó mértékben emelkedtek, amely jelentős terhet rótt az idősekre, a krónikus betegségben szenvedőkre és a családokra is.
2002. január 23-án a budaörsi Tesco áruházban lopás gyanúja miatt korlátozták személyi szabadságában. Az eset a médiában nagy publicitást kapott.
2006-2010-es országgyűlési ciklus
A 2006-ban megtartott országgyűlési választásokon ismét a Pest megyei listán szerzett mandátumot. A ciklusban az Országgyűlés Gazdasági és informatikai bizottságában dolgozott. 2008-ban fideszes képviselőtársaival együtt kezdeményezte, hogy népszavazás döntsön az egészségbiztosítási pénztárakról szóló törvényről. 
A jogszabály teret engedett volna a magánbiztosítóknak már az egészségügyi alapbiztosítás területén is, amely nagy kockázatot jelentett volna a magyar társadalom számára. Selmeczi Gabriella és a Fidesz frakció éppen ezért kezdeményezte, hogy a törvényről népszavazás döntsön. (Az akkori MSZP-SZDSZ kormánytöbbség a javaslatot elutasította.)
Erőteljesen fellépett a fogyasztók védelméért, az élelmiszer-botrányok és élelmiszer-hamisítások miatt. Az ügyben kezdeményezte a Büntető Törvénykönyv módosítását is, hogy az élelmiszer-fogyasztó magasabb szintű törvényi védelemben részesüljön, és szankcionálják az élelmiszerekkel visszaélőket.
2010-2014-es országgyűlési ciklus
A 2010 tavaszán megtartott országgyűlési választáson a Pest megyei területi listán szerzett mandátumot. Kormánypárti képviselőként 2010 májusa és szeptembere között az Ifjúsági, szociális, családügyi és lakhatási bizottság, és a testületen belül működő ellenőrző albizottság tagja. 2010 -2012 között a Fogyasztóvédelmi bizottságban és az Élelmiszer-biztonsági albizottságban is dolgozik, majd 2012-2014 között a Gazdasági és informatikai bizottság tagja.
Részt vett a nemdohányzók védelméről és a dohánytermékek fogyasztásának, forgalmazásának szabályairól szóló törvény megalkotásában. A jogszabály célja a nemdohányzók és dohányzók fokozottabb védelme a dohányzás egészségkárosító hatásaival szemben. A fiatalkorúak dohányzásának visszaszorításáról és a dohánytermékek kiskereskedelméről szóló jogszabályban pedig kifejezetten a fiatalkorúak dohányzásának visszaszorítására és a dohánytermékek beszerezhetőségének korlátozására tett javaslatot képviselőtársaival.
2010 októberében Orbán Viktor miniszterelnök nyugdíjvédelmi miniszterelnöki megbízottnak nevezte ki. Feladata többek között az volt, hogy megvizsgálja: mekkora kár érte azokat, akik a magánnyugdíjpénztárakba fizették a nyugdíjjárulékuk egy részét. Munkájáról részletes jelentést készített „A magánnyugdíjpénztárak működéséről, jogi hátteréről, gazdálkodásuk jog- és célszerűségéről” címmel, amelyet a kormány elfogadott és benyújtott az Országgyűlésnek is.  
2011 szeptemberétől 2014-ig a Fidesz szóvivője is.
2014-2018-as országgyűlési ciklus
2014-ben a Fidesz országos listáján nyert mandátumot. A ciklusban a Népjóléti bizottság alelnöke, majd 2014 júniusától elnöke és a Törvényalkotási bizottság tagja. 2015 novemberéig a Fidesz frakcióvezető-helyettese.
A gyermekek védelme érdekében javaslatára szigorították a Büntető Törvénykönyvet. Nem évül el a büntethetősége a gyermekek vagy más kiszolgáltatott személyek sérelmére elkövetett bűncselekményeknek, szexuális bűncselekményeknek, a gyermekprostitúciónak és a gyermekpornográfiának. Akik szexuális bűncselekményt követtek el 18 év alatti személy sérelmére, azokat véglegesen eltiltják minden olyan foglalkozás gyakorlásától vagy egyéb tevékenységtől, amelynek keretében gyermekek nevelését, felügyeletét, gondozását, gyógykezelését végzi. 
Kezdeményezésére külön szigorították a 12 éven alul gyermek sérelmére elkövetett szexuális cselekmények büntethetőségét, függetlenül attól, hogy a cselekményt kényszerítéssel vagy a sértett beleegyezésével követték el. Az ilyen típusú cselekmények 5-15 évig terjedő szabadságvesztéssel büntethetők. 
Ugyancsak a gyermekek védelme érdekében kezdeményezte a gyermekvédelmi jelzőrendszer működésének módosítását, valamint, hogy a gyámhatósági eljárásban az együtt nevelkedő testvérek ügyeit együttesen kezeljék. Kezdeményezte annak törvényben rögzítését is, hogy a szülő köteles gondoskodni arról, hogy a 0-18 év közötti gyerekek részt vegyenek a kötelező szűrővizsgálatokon. Ha e kötelezettségének a törvényes képviselő nem tesz eleget, a vizsgálatot határozattal rendelik el a gyermek egészsége érdekében.
2018-2022-es országgyűlési ciklus
2018 májusában a Fidesz országos listáján szerzett mandátumot, és a Fidesz frakcióvezető-helyettesévé választották. 2018 óta a Népjóléti bizottság alelnöke, 2018 októberéig a Törvényalkotási bizottságnak is tagja volt.

## Egyéb közéleti tevékenység
A Rákmentes Világért Alapítvány létrehozója, s 2003-tól a daganatos gyermekek megsegítésére szervezett árverések elindítója.

## Magánélet
Férjezett, egy lánya és egy fia van. 2010. júniusi vagyonnyilatkozata szerint Törökbálinton nagyméretű háza, budaörsi üzleti ingatlanja, Abádszalók környékén három nagy méretű szántója és egy külterületi erdeje is van.